# Fleurance
Fleurance – miejscowość i gmina we Francji, w regionie Oksytania, w departamencie Gers.
Według danych na rok 1990 gminę zamieszkiwało 6368 osób, a gęstość zaludnienia wynosiła 147 osób/km² (wśród 3020 gmin regionu Midi-Pireneje Fleurance plasuje się na 50. miejscu pod względem liczby ludności, natomiast pod względem powierzchni na miejscu 141.).